# ANF Les Mureaux
ANF Les Mureaux (nom complet: Les Ateliers de Construction du Nord de la France et des Mureaux) va ser un fabricant d'aeronaus francès fundat a Les Mureaux l'any 1918 com Les Ateliers des Mureaux.

## Història
Després de la seva fundació, amb el nom de Les Ateliers des Mureaux, va començar a construir avions sota llicència durant la dècada dels 20, alguns dels quals van ser productes importants com el Vickers Vimys i el Breguet 14. Sota el comandament del seu dissenyador en cap André Brunet, també va produir alguns models originals de monoplà amb ala en parasol que van conduir a la firma a obtenir el seu major èxit, la família d'avions de reconeixement militar ANF Les Mureaux 110 del 1931 i els seus derivats, dels que se'n van arribar prop de 300 unitats.
L'any 1928, va comprar el fabricant d'hidroavions francès Besson i el 1930 es va fusionar amb Ateliers de Construction du Nord de la France, una empresa ferroviària, per formar Les Ateliers de Construction du Nord de la France et des Mureaux. L'any 1937 va ser nacionalitzada i va entrar a formar part de SNCAN.

## Productes[2]
- Les Mureaux 1 C.1 Express-Marin, caça d'atac naval (1924)
- Les Mureaux 3 C.2, avió de caça (1927)
- Les Mureaux 4 C.2, avió de caça (1928)
- ANF Les Mureaux 110, avió de reconeixement militar (1931)
- ANF Les Mureaux 120, avió de reconeixement militar (1931)
- ANF Les Mureaux 130, avió de reconeixement militar (1929)
- ANF Les Mureaux 131, avió de reconeixement militar (1931)
- ANF Les Mureaux 140, avió de correu (1932)
- ANF Les Mureaux 160, avió d'aviació general (1932)
- ANF Les Mureaux 170, avió de caça (1932)
- ANF Les Mureaux 180, avió de caça (1935)
- ANF Les Mureaux 190, avió de caça (1936)
- ANF Les Mureaux 200, avió de reconeixement militar (1936)